# Can Surós
Can Surós és una casa entre mitgeres al carrer del Còdols al nucli urbà de Breda (la Selva). Se sap que Pere Capdevila fou batlle de l'any 1651. Hi ha un plànol del 29 de juny de 1836: “Croquis del Pueblo y defensas de San Salvador de Breda” on apareix el carrer dels Còdols, i és el plànol més antic que es conserva a Breda.
La casa, d'estil gòtic tardà, consta de planta baixa i dos pisos i ha patit algunes reformes. A la planta baixa tres finestres, una de les finestres unida amb la porta a través d'un arc pla que imita un arc conopial i llinda de pedra. Al primer pis tres finestres: la de l'esquerra amb una inscripció: "1er d'octubre 1645 la Feta P CAPDEVILA FAR (el que sembla una cara) RER" i té tres cares petites en baix relleu; les altres dues finestres són amb arc conopial i també amb relleus de cares. El pis superior ha patit algunes reformes més modernes, i té quatre obertures, les tres de la dreta més grans i amb un petit balconet amb barana de ferro.